# Marjorie Celona
Œuvres principales
- Y

Marjorie Celona, née le 7 janvier 1981 à Victoria en Colombie-Britannique, est une romancière canadienne.

## Biographie
Marjorie est née et a grandi à Victoria. Elle a étudié l'écriture créative à l'université de Victoria avant d'intégrer l'Iowa Writers' Workshop (Aterlier des écrivains de l'Iowa) qui fait partie de l'Université de l'Iowa. Elle vit actuellement à Cincinnati, dans l'Ohio.
Son premier roman, Y, paru en 2012 au Canada chez Hamish Hamilton/Penguin Canada, paraît chez Gallimard en 2014 et remporte le Grand prix de l'héroïne Madame Figaro la même année.

## Roman
- Y, traduit de l'anglais par Mona de Pracontal[1], Gallimard, Paris 2014  (ISBN 9782070138609).